# Gyaritus javanicus
Gyaritus javanicus là một loài bọ cánh cứng trong họ Cerambycidae.